# Clase Kawachi
La Clase Kawachi (河内型戦艦 Kawachi-gata senkan?) fue una clase de acorazados tipo dreadnought de la Armada Imperial Japonesa, compuesta por dos naves. Fueron los primeros acorazados japoneses que superaron las 20.000 toneladas de desplazamiento.

## Características
El diseño de los Kawachi era una versión modificada de la precedente Clase Satsuma, pese a que su proa tipo clíper sólo fuese compartida por el Settsu, ya que el Kawachi tenía proa recta. Las doce piezas principales de 305 mm estaban divididas en seis torretas dobles. La proel y popel estaban en línea de crujía, mientras que las cuatro restantes se dividían en dos por banda. La longitud de los cañones de estas últimas era inferior, pese a tener el mismo calibre. El armamento secundario era muy pesado, nada menos que diez piezas de 152 milímetros.

## Buques
- El Kawachi fue asignado el 31 de marzo de 1912, tuvo un modesto papel en la Primera Guerra Mundial y resultó hundido por una explosión accidental con gran pérdida de vidas el 12 de julio de 1918.
- El Settsu fue asignado el 1 de julio de 1912. Cumpliendo el Tratado Naval de Washington fue desarmado, y posteriormente empleado como buque-blanco radiocontrolado hasta el final de la Segunda Guerra Mundial.

## Enlaces externos

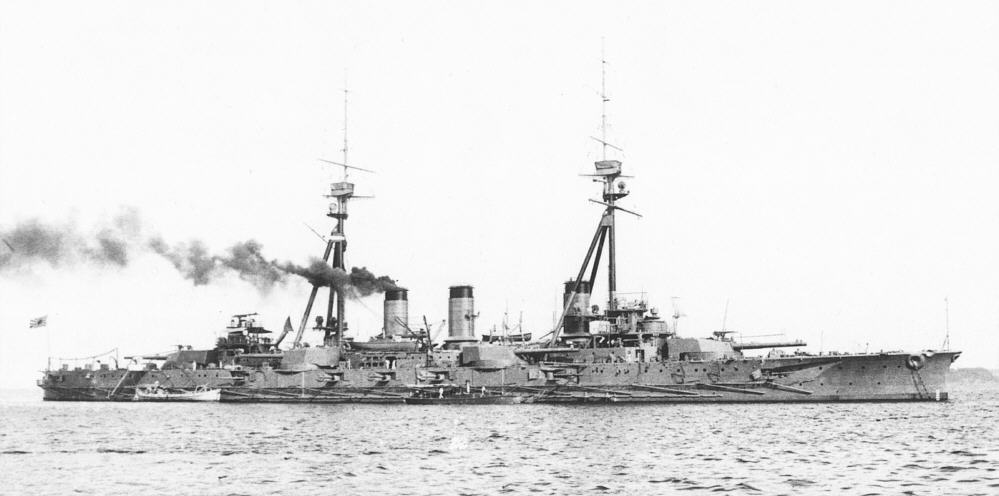
El Settsu en 1911.